# 西美緒
西 美緒（にし よしお、男性、1941年10月 - ）は、日本の材料科学者。リチウムイオン二次電池の炭素負極などを開発した。

## 経歴
愛知県名古屋市東区出身。愛知県立旭丘高等学校に入学し、北海道札幌北高等学校へ転校し卒業。1966年慶應義塾大学工学部応用化学科を卒業。ソニー中央研究所、ソニー・エナジー・テック専務取締役、ソニーにて、コーポレート・リサーチ・フェロー、業務執行役員上席常務、マテリアル研究所長・CTOなどを歴任。ソニー・エナジーテックでは1991年、世界初のリチウムイオン二次電池実用化・商品化を果たす。1999年、リチウムイオンポリマー二次電池も商品化に成功した。
ソニーにおけるリチウムイオン電池開発の中心人物として、世界初となるリチウムイオン電池の量産・商品化に貢献した。その功績をたたえ、2014年には旭化成のリチウムイオン電池の開発者であった吉野彰らとともにチャールズ・スターク・ドレイパー賞を受賞した。ノーベル賞候補の一人とも思われていたため、ソニーより後発のメーカーだった旭化成の吉野彰が2019年にノーベル賞を受賞し、自身は受賞しなかった際には記者会見を開き、不満をあらわにした。

## 受賞歴
- 1998年、加藤記念賞受賞[6] 農芸化学技術賞 [7]
- 2014年、チャールズ・スターク・ドレイパー賞[8]
- 2018年、中日文化賞